# ۶۹ (فیلم)
«۶۹» (انگلیسی: 69 (film)) یک فیلم است که در سال ۲۰۰۴ منتشر شد. از بازیگران آن می‌توان به ساتوشی تسومابوکی، ماسانوبو آندو، و جون کونیمورا اشاره کرد.